# 戸頃重基
戸頃 重基（ところ しげもと、1911年5月14日 - 1977年3月1日）は、日本の倫理学者。日蓮宗の仏教学者。

## 略歴
東京生まれ。1935年立正大学文学部宗教学科卒業。1939年同大学院修了。1944年東北帝国大学法文学部哲学科修了。金沢大学法文学部助教授、教授。文学博士。

## 著書
- 『自由の哲学』（近藤書店） 1947
- 『宗教と唯物弁証法』（白揚社） 1948
- 『社会学的倫理学』（理想社） 1953
- 『新しい道徳教育の原理と方法』（理想社） 1958
- 『現代倫理学概論 科学対道徳の歴史と理論および実践』（理想社） 1960
- 『日本的モラルの病理』（三一書房、三一新書） 1960
- 『現代の組織悪』（明治図書出版、教育問題新書） 1964
- 『日蓮の思想と鎌倉仏教』（冨山房） 1965
- 『近代日本の宗教とナショナリズム』（冨山房） 1966
- 『日蓮という人 その虚像と実像』（至誠堂、至誠堂新書） 1966
- 『鎌倉仏教 親鸞と道元と日蓮』（中公新書） 1967、のち文庫化『鎌倉佛教 親鸞・道元・日蓮』
- 『庭野日敬論』（冬樹社） 1970
- 『近代社会と日蓮主義 日本人の行動と思想』（評論社） 1972
- 『仏教と社会との対話 仏教社会学入門』（春秋社） 1973
- 『日蓮教学の思想史的研究』（冨山房） 1976
- 『仏教とモラルの対話 戸頃重基論文集』（冨山房） 1980

### 共著など
- 『日蓮』（高木豊共校注、岩波書店、日本思想大系14） 1970
- 『天皇制と日本宗教』（編、伝統と現代叢書） 1973
- 『本願寺教団の危機』（家永三郎他共著、白藤書房、現代と親鸞叢書） 1976
- 『天皇制と日本宗教 増補』（丸山照雄共編、伝統と現代社） 1980

## 論文
- Cinii